# Sakaris Stórá
Sakaris Stórá, född 28 juli 1986 i Skopun, är en färöisk filmregissör och manusförfattare. Han är utbildad vid Agder Folkehøjskole i Kristiansand och Nordland Kunst- og Filmfagskole i Lofoten. Till hans främsta inspirationskällor hör Thomas Vinterberg och Lukas Moodysson. År 2012 fick han det färöiska priset Geytin för sin kortfilm Summarnátt. Hans kortfilm Vetrarmorgun fick juryns specialpris i Generation 14plus-avdelningen vid filmfestivalen i Berlin 2014, och blev därmed den första färöiska filmen någonsin att vinna ett pris vid festivalen. Han långfilmsdebuterade 2017 med Dreymar við havið, en uppväxtskildring om två färöiska tonårsflickor.

## Filmografi
- Ikaros (2008) – kortfilm
- Passasjeren (2009) – kortfilm
- Summarnátt (2012) – kortfilm
- Vetrarmorgun (2013) – kortfilm
- Dreymar við havið (2017)

## Utmärkelser i urval
- 2011 – Färöarnas kulturpris, priset för unga konstnärer[3]
- 2012 – Geytin för Summarnátt
- 2014 – Juryns specialpris i Generation 14plus-avdelningen vid filmfestivalen i Berlin 2014 för Vetrarmorgun